# 1538 Detre
Az 1538 Detre (ideiglenes nevén 1940 RF) kisbolygó a Naprendszer kisbolygóövében, melyet 1940. szeptember 8-án fedezett fel Kulin György Budapesten, a Svábhegyi Csillagvizsgálóban.
Kulin György a felfedezést követően november 27-éig tudta követni az égitestet, amely ezután negyven évre eltűnt a szemek elől. 1980 szeptemberében észlelték újra az akkor még csehszlovákiai Kleť csillagvizsgálóban és szovjetunióbeli Naucsnijban. Ennek legfőbb oka, hogy az elnyúlt pálya miatt csak hétévente éri el maximális fényességét. Nevét Detre László csillagászról, a Svábhegyi Csillagvizsgáló igazgatójáról kapta.